# Gare de Caen
Gare de Caen – stacja kolejowa w Caen, w regionie Normandia, we Francji. Stacja posiada 3 perony.